# Thẩm Vụ Hoa
Thẩm Vụ Hoa (chữ Hán: 沈婺華) là hoàng hậu của Hậu Chủ Trần Thúc Bảo, hoàng đế cuối cùng của Triều đại Trần thời Nam-Bắc triều trong lịch sử Trung Quốc.

## Tiểu sử
Cha của Thẩm Vụ Hoa là nghi đồng tam ti Thẩm Quân Lý (沈君理), là một đại thần dưới triều Trần Vũ Đế. Mẹ là Cối Kê Mục công chúa, công chúa của Trần Vũ Đế.
Vũ Đế ưu ái tài năng và phong cho Thẩm Quân Lý chức tước Vọng Thái hầu (望 蔡侯) và gả Cối Kê Mục công chúa cho. Không rõ năm sinh của Thẩm Vụ Hoa. Thẩm Quân Lý phục vụ dưới triều Vũ Đế đến Tuyên Đế. Khi người mẹ công chúa qua đời, Thẩm Vụ Hoa khóc thương mẹ rất thảm thiết, mọi người đều khâm phục sự hiếu thảo của bà.
Đến mùa thu năm 569, Trần Thúc Bảo kết hôn với Thẩm Vụ Hoa, bà trở thành thái tử phi. Tuy nhiên, cuối cùng ông lại sủng ái người thiếp tên Trương Lệ Hoa. (Tuổi của bà vào thời điểm đó, như đã nói ở trên, không rõ ràng, còn Thúc Bảo thì 16 tuổi).
Khi người thiếp Tôn thị chết năm 573 trong khi sinh con trai đầu tiên của Thúc Bảo là Trần Dận. Thẩm thái tử phi đã nhận nuôi Trần Dận. Cha bà Thẩm Quân Lý chết một năm sau đó, và bà lại khóc thương cha rất thảm thiết. Thẩm Quân Lý được phong thụy là Trinh Hiến (貞憲).

## Hoàng hậu
Đến mùa xuân năm 582, Tuyên Đế lâm bệnh và băng hà. Trần Thúc Bảo bị thương nặng do bị hoàng đệ là Thủy Hưng vương Trần Thúc Lăng (陳叔陵) sát thương hòng mưu đồ tiếm vị. Nhưng cuối cùng Trần Thúc Lãng thất bại và bị giết.
Ba ngày sau khi nỗ lực chính biến, Trần Thúc Bảo đăng cơ trong khi vẫn còn bị thương nặng. Ông tôn mẹ là Liễu Kính Ngôn là thái hậu, lập Thẩm thái tử phi làm hoàng hậu, và lập trưởng tử Trần Dận (do Tôn cơ sinh song được Thẩm thái tử phi nuôi dưỡng) làm thái tử.
Ban đầu, Trần Thúc Bảo vẫn đang quá trình hồi phục sau chấn thương, Liễu thái hậu trở thành người nhiếp chính với sự hỗ trợ của Trần Thúc Kiên. Do Trần Thúc Bảo không ưa Thẩm hoàng hậu, bà không được phép ở cạnh ông trong thời gian hồi phục, thay vào đó là Trương quý phi. Sau khi Trần Thúc Bảo hồi phục, Liễu thái hậu trao trả lại quyền lực cho ông.
Thẩm hoàng hậu được đánh giá là uy nghiêm, ít tham vọng quyền lực. Bà dành nhiều thời gian nghiên cứu Nho học, sử học, kinh Phật và thư pháp. Bà thích sự yên tĩnh và không tham gia yến tiệc linh đình. Thẩm hoàng hậu cũng không được Trần Thúc Bảo sủng ái. Thay vào đó hoàng đế khá sủng ái Trương Quý Phi và Khổng quý tần. Thẩm hoàng hậu cũng không phàn nàn điều đó. Bà sống khá thanh đạm, cung nhân trong cung hoàng hậu cũng chỉ khoảng 100
người, ít khi trang trí cung điện lộng lẫy, xa hoa.
Vào mùa xuân năm 588, tin vào lời gièm pha buộc tội của Trương quý phi và Khổng quý tần rằng Thái tử Trần Dận bực tức trước việc phụ hoàng không sủng ái Thẩm hoàng hậu, Trần Thúc Bảo đã phế truất ngôi vị thái tử của Trần Dận và giáng làm Ngô Hưng vương. Đưa nhi tử của Trương quý phi là Trần Thâm lên làm thái tử thay thế. Trần Thúc Bảo cũng tính đến việc phế truất Thẩm hoàng hậu và đưa Trương quý phi lên thay thế, song vẫn chưa có cớ nào để làm như vậy.

## Sau khi nhà Trần bị diệt
Vào mùa hè năm 589, quân nhà Tùy tấn công kinh thành Kiến Khang. Nhà Trần bị diệt, kết thúc. Lãnh thổ Trung Hoa được thống nhất dưới triều Tùy Văn Đế, kết thúc hoàn toàn giai đoạn Nam-Bắc triều.
Sau đó, Trần Thúc Bảo bị đưa đến kinh thành Trường An của Tùy, được đối đãi tử tế cho đến khi qua đời vào năm 604. Còn Trương quý phi bị xử trảm bên suối Thanh Khuê. Còn Thẩm Vụ Hoa cũng được đưa đến Trường An. Bà cũng được đối đãi khá tử tế. Khi Thúc Bảo qua đời bà viết văn tế với lời lẽ thê lương tế ông.
Cũng vào đầu năm đó, Tùy Văn Đế băng hà. Dương Quảng nối ngôi, tức Tùy Dạng Đế. Dưới triều Dạng Đế, hoàng đế đã thực hiện 11 chuyến tuần du khắp nơi và Thẩm Vụ Hoa cũng theo tháp tùng.
Năm 618, khi Thẩm Vụ Hoa cùng đoàn người Dạng Đế đến Giang Tô (江都) (Nay là Dương Châu, tỉnh Giang Tô). Dạng Đế bị giết bới tướng Vũ Văn Hóa Cập. Sau đó Thẩm Vụ Hoa vượt sông Dương Tử để đến phía nam thành Bì Lăng (毗陵) (Nay là Thường Châu, tỉnh Giang Tô). Tại đây, bà xuất gia với pháp hiệu Quan Âm (觀音). Thẩm Vụ Hoa qua đời vào những năm đầu Triều đại Đường Thái Tông (626-649), nhưng không rõ chính xác năm nào.